# 海曼·里科弗
海曼·乔治·里科弗（1900年1月27日—1986年7月8日），人稱「核動力海軍之父」（Father of the Nuclear Navy），是美國海軍上將。

## 生平
李高佛於1900年1月27日出生在俄羅斯帝國俄屬波蘭馬佐夫舍地區馬庫夫的猶太人家庭，為了逃避俄國反猶騷亂，於1906年3月隨家人移居美國紐約。
美國海軍學院畢業，於美國海軍研究所（Naval Postgraduate School）获得物理碩士，並曾於哥倫比亞大學研究物理學。

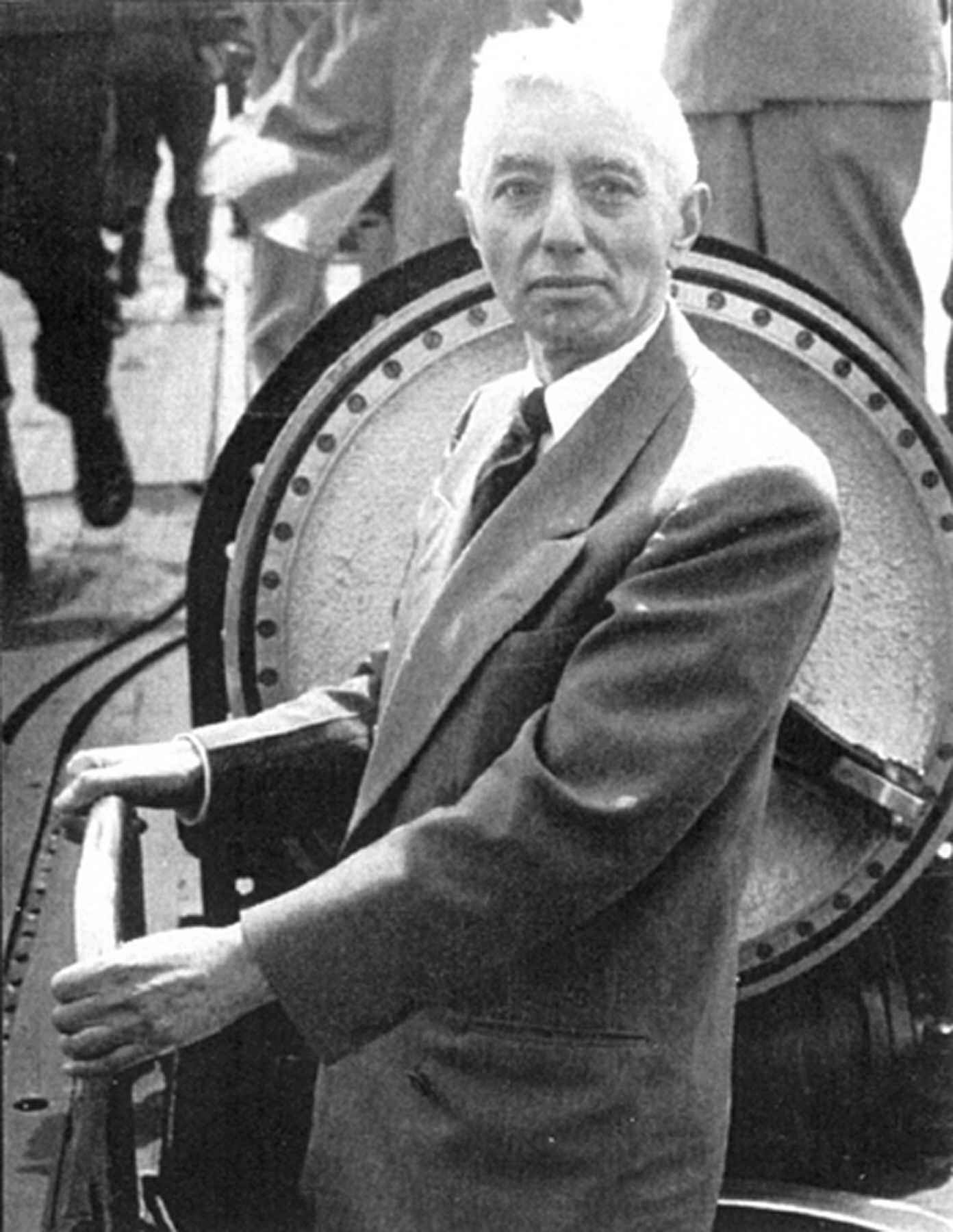
李高佛視察鸚鵡螺號核潛艦

美國海軍將一艘洛杉矶级攻击型核潜艇與一艘弗吉尼亚级核潜艇以他的名字命名。